# فرانك سيبلي
فرانك سيبلي (بالإنجليزية: Frank Sibley)‏ هو لاعب كرة قدم بريطاني في مركز الدفاع، ولد في 4 ديسمبر 1947 في أوكسبريدج في المملكة المتحدة. لعب مع كوينز بارك رينجرز.